# Frederick Carl Frieseke
Frederick Carl Frieseke, né le 7 avril 1874 et mort le 24 août 1939, est un peintre impressionniste américain.

## Biographie
Frederick Carl Frieseke, fils de propriétaire d'une entreprise de maçonnerie, naît à Owosso, au Michigan, le 7 avril 1874. En 1881, après la mort de sa mère, la famille part vivre en Floride, et ne reviendra au Michigan qu'en 1892. Il étudie à l'Art Institute of Chicago jusqu'en 1896, recevant la formation de John Vanderpoel et de Frederick Warren Freer, puis au sein de la Art Students League of New York entre 1896 et 1897.
En 1898, Frieseke voyage en France, où il réside jusqu'à la fin de sa vie (à l'exception de brefs séjours aux États-Unis). À Paris, il étudie à l'Académie Julian avec Jean-Joseph Benjamin-Constant et Jean-Paul Laurens et probablement aussi à l'Académie Delécluse. Rodman Wanamaker devient son mécène, et le charge de réaliser les décorations murales de ses grands magasins de New York.
En 1899, il est à Étaples et à Montreuil où se sont formées des petites colonies d'artistes américains. Il peint à Montreuil avec des teintes neutres et sombres, des contrastes peu marqués.
Vers 1900, Frieseke débute ses retraites estivales à Giverny, une fois passé l'hiver à Paris, où là aussi il retrouve d'autres artistes américains comme George Charles Aid, Richard E. Miller (1875-1943) et Georges Oberteuffer (1878-1940). En 1906, il loue une maison adjacente à celle de Monet. En 1901, il expose pour la première fois à la Société nationale des Beaux-Arts. Après plusieurs succès à l'Exposition universelle de Saint-Louis et à l'Exposition internationale de Munich, il parvient à faire figurer dix-sept de ses œuvres à la Biennale de Venise en 1909.
À l’été 1909, il invite le jeune peintre américain Karl James Anderson à Giverny qui est très influencé par son style et travaille souvent dans son jardin. Anderson réalise son portrait conservé au Metropolitan Museum.
En 1910, Frieseke expose à la Madison Art Gallery à New York, avec le groupe de Giverny. À partir de cette époque, la colonie de Giverny se disperse et en 1914 il ne reste à Giverny MacMonnies et Frieseke.
Deux ans plus tard, il célèbre sa propre exposition, première d'une longue série d'expositions individuelles, à la Macbeth Gallery. En 1912, il est nommé chevalier de la Légion d'honneur française. Frieseke déménage au Mesnil-sur-Blangy en Normandie et à l'encontre de son désir de retourner à sa terre natale, il meurt dans sa ferme en Normandie le 28 août 1939.

### Œuvre
À Giverny, il réalise une série de nus à grande échelle tels que l'"Été" conservé au Metropolitan Museum et l'Automne conservé à la Ca' Pesaro.
- Les Lys, vers 1911, huile sur toile, 65 × 82 cm, Terra Museum, Chicago[7]
- La Maison de Giverny, vers 1912, huile sur panneau, 27 × 35 cm, Musée Thyssen-Bornemisza, Madrid[8]
- L’Été, 1914, huile sur toile, 114 × 147 cm, Metropolitan Museum of Art[5]
- L'Automne, 1914, huile sur toile, 97 × 131 cm, Ca' Pesaro, Venise[6]
- Démêler la soie, vers 1915, huile sur toile, 82 × 82 cm, Terra Museum, Chicago[9]

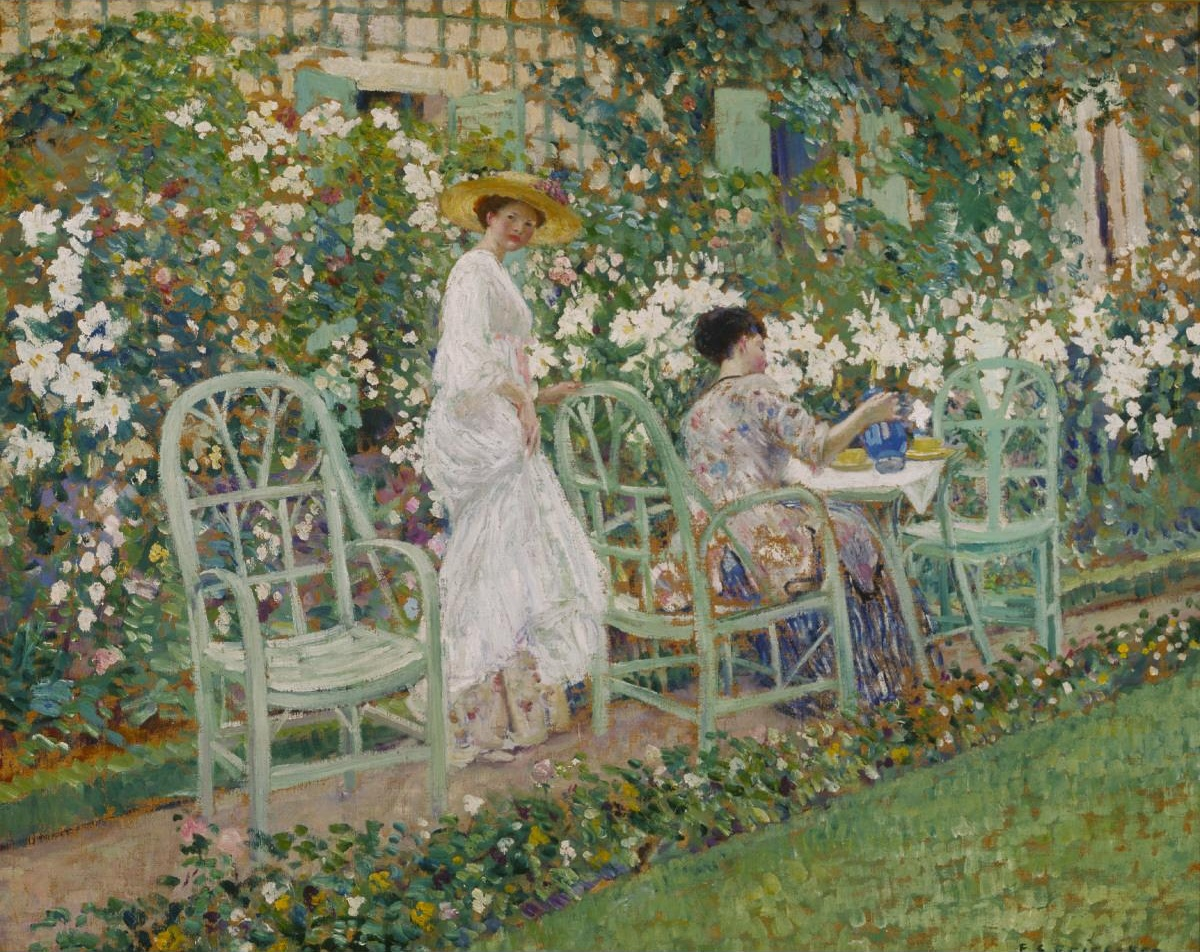
Les Lys, 1911 Terra Foundation, Chicago.
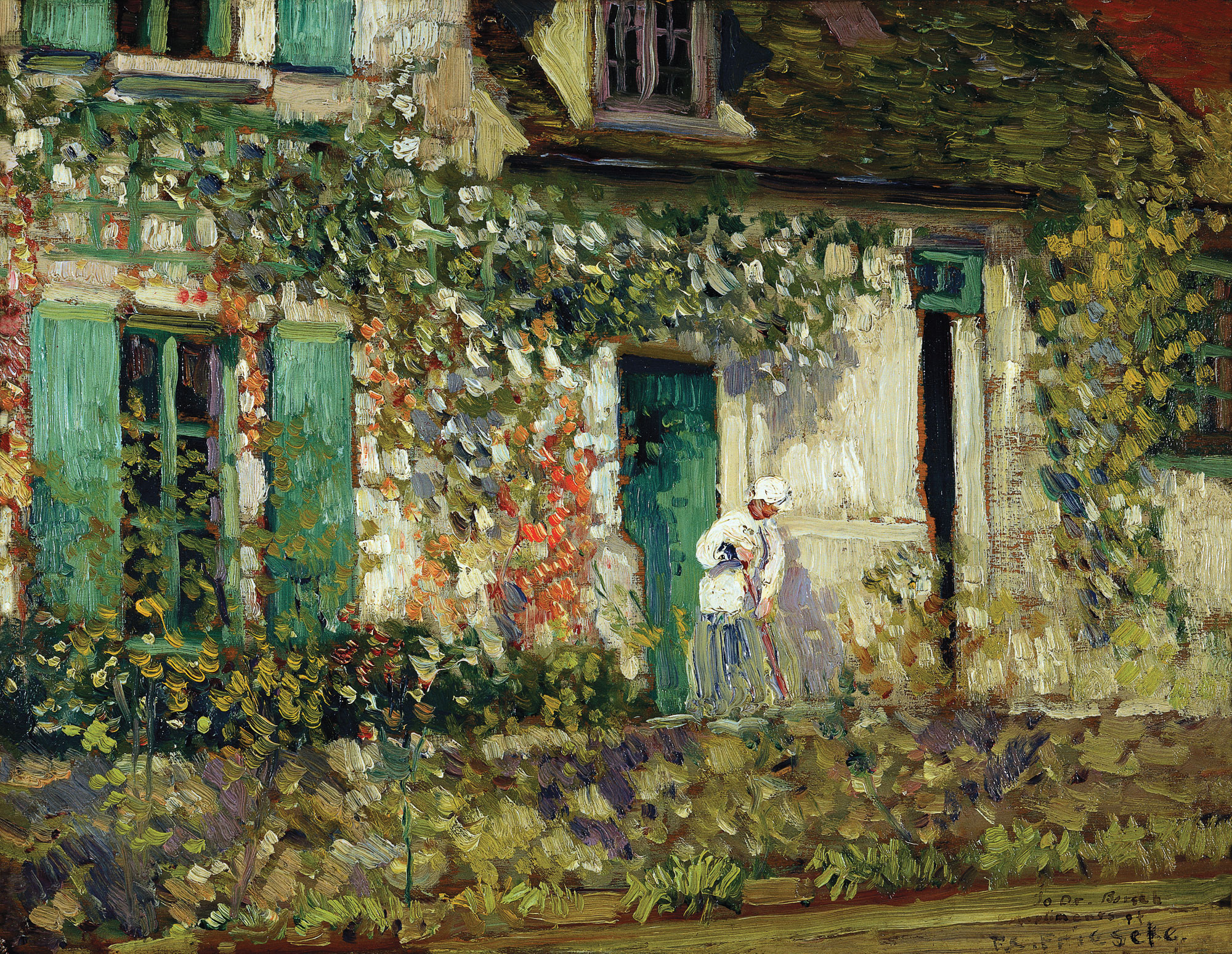
The House in Giverny, 1912 Musée Thyssen-Bornemisza, Madrid.
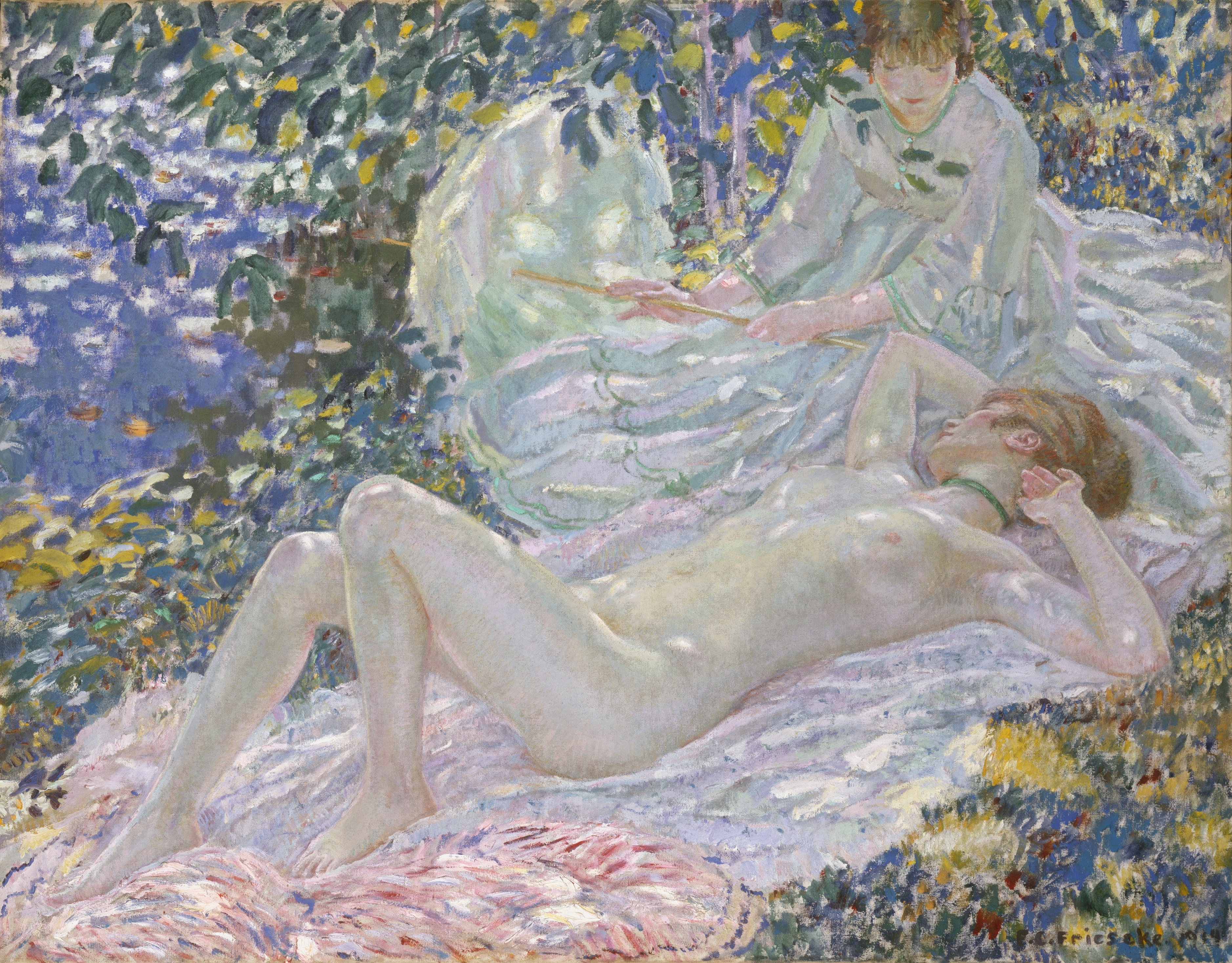
Summer, huile, 1914, Metropolitan Museum of Art.
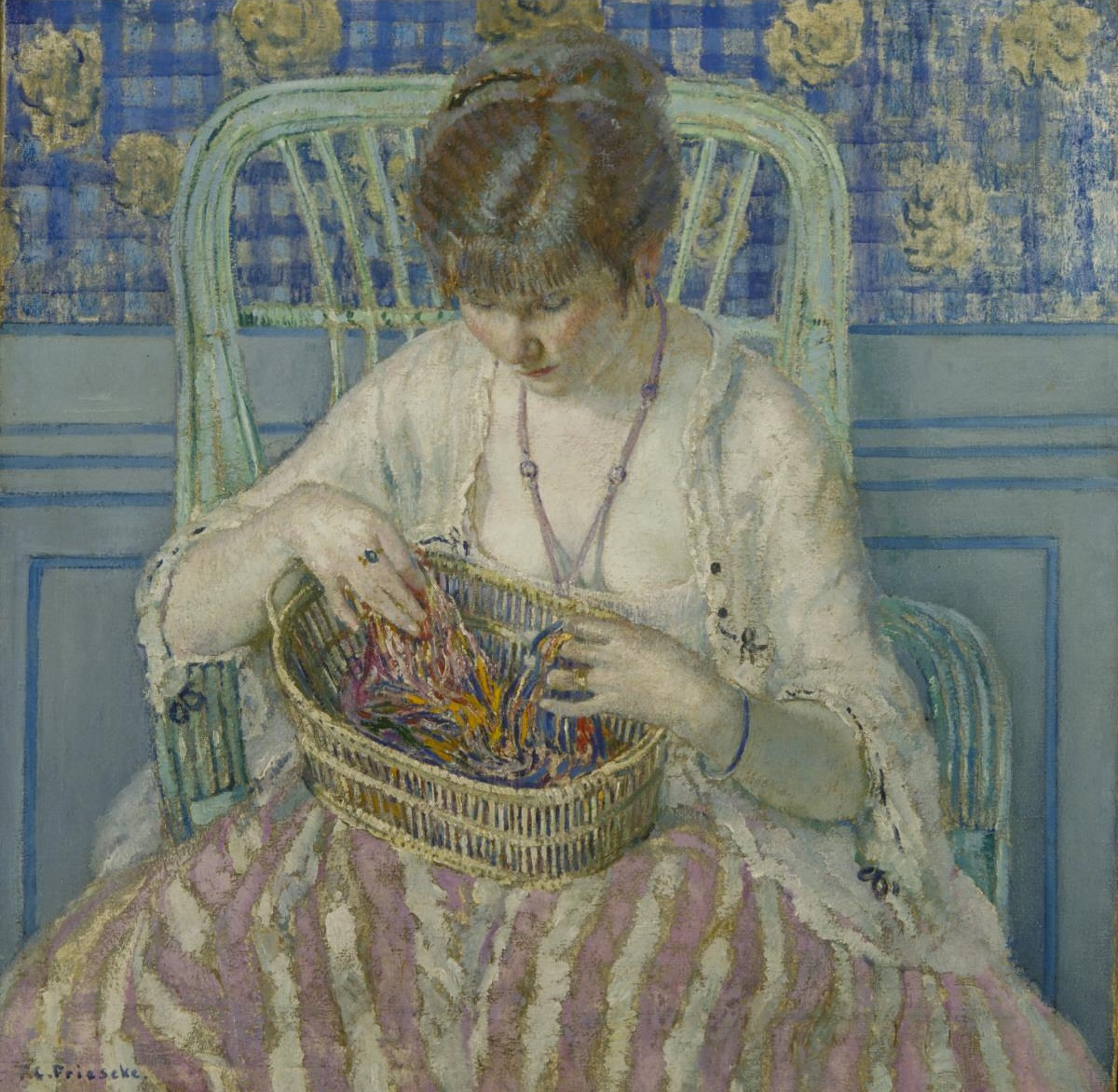
Démêler la soie, vers 1915 Terra Museum, Chicago.
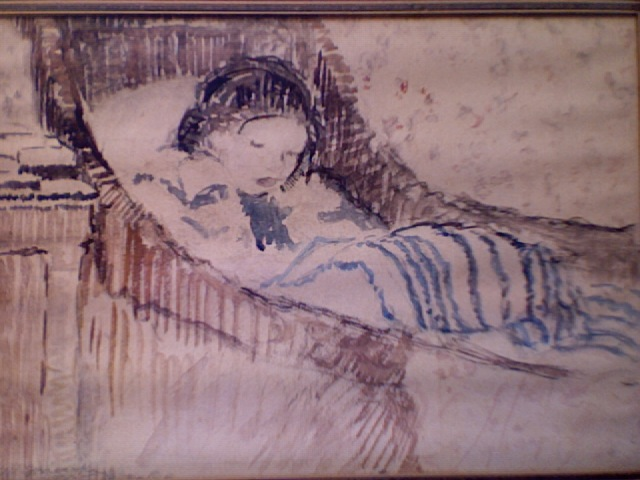
Portrait en aquarelle de sa fille Frances, 1922.

## Distinctions
- Chevalier de la Légion d'honneur (1912)